# گرویتس (استان اشوی‌داشکسیه)
گرویتس (به لهستانی: Grójec) یک منطقهٔ مسکونی در لهستان است که در گمینا تشمیلوو واقع شده‌است. گرویتس ۵۵۰ نفر جمعیت دارد.